# Переира (Колумбија)
Переира (шп. Pereira), је град у Колубији, и главни је град департмента Рисаралда. Град је лоциран у подножју Анда у подручју која се бави прерадом кафе.
Град Переира, заједно са остатком центара за кафу, чине део УНЕСКОве светске баштине познате као „Културни пејзаж кафе у Колумбији”. То је најнасељенији град од градова центара за кафу и други по броју становника град у региону Паиса, после Медељина. Переира је такође део метрополе Централ Вест, која има 709.322 становника и састоји се од Переире и суседних градова Доскуебрадас и Ла Вирхиниа.
Као главни град департмана Рисаралда, Переира има седиште владе Рисаралде, одељенску скупштину, одељенски суд, управу метрополитанске области и правобранилаштво. Такође служи и као седиште бројних јавних предузећа и институција колумбијске државе. Будући да је у центру Златног троугла (који се састоји од градова Богота, Медељин и Кали), Переира је постала посебно важна у областима трговине и финансија.

## Историја
Пре доласка Европљана, територију модерног града Переира насељавали су представници културе Кимбаија, који су били познати по прављења производа од злата.
Прво шпанско насеље појавило се око 1540. године. Конквистадори Хорхе Робледо и Диего де Мендоза су у почетку формирали град Картаго на месту Переира, који се касније, 1691. године, „преселио“ на друго место.
Након пораза војске Симона Боливара, 1816. године, браћа Франсиско Переира Родригез и Мануел Переира склонили су се на место модерне Переире. Свештеник Антонио Ремиго Каниарте, је 1863. године водио караван у град Картагу ради трговине, одлучио је да на овом месту оснује град, који је назвао по Франциску Переири.

## клима
Переира има тропско прашумску климу (Копен Аф), њена надморска висина дје овољна да дневне температуре буду врло топле, али не и вруће. Просечна температура је 21,5 °C (70,7 °F), а годишња просечна количина падавина је 2.425 mm (95,5 in). У региону постоји велики степен биодиверзитета.
| Клима Переира, Колумбија Матекања аеродрум 1981-2010                       | Клима Переира, Колумбија Матекања аеродрум 1981-2010 | Клима Переира, Колумбија Матекања аеродрум 1981-2010 | Клима Переира, Колумбија Матекања аеродрум 1981-2010 | Клима Переира, Колумбија Матекања аеродрум 1981-2010 | Клима Переира, Колумбија Матекања аеродрум 1981-2010 | Клима Переира, Колумбија Матекања аеродрум 1981-2010 | Клима Переира, Колумбија Матекања аеродрум 1981-2010 | Клима Переира, Колумбија Матекања аеродрум 1981-2010 | Клима Переира, Колумбија Матекања аеродрум 1981-2010 | Клима Переира, Колумбија Матекања аеродрум 1981-2010 | Клима Переира, Колумбија Матекања аеродрум 1981-2010 | Клима Переира, Колумбија Матекања аеродрум 1981-2010 | Клима Переира, Колумбија Матекања аеродрум 1981-2010 |
| Показатељ \ Месец                                                          | .Јан.                                                | .Феб.                                                | .Мар.                                                | .Апр.                                                | .Мај.                                                | .Јун.                                                | .Јул.                                                | .Авг.                                                | .Сеп.                                                | .Окт.                                                | .Нов.                                                | .Дец.                                                | .Год.                                                |
| -------------------------------------------------------------------------- | ---------------------------------------------------- | ---------------------------------------------------- | ---------------------------------------------------- | ---------------------------------------------------- | ---------------------------------------------------- | ---------------------------------------------------- | ---------------------------------------------------- | ---------------------------------------------------- | ---------------------------------------------------- | ---------------------------------------------------- | ---------------------------------------------------- | ---------------------------------------------------- | ---------------------------------------------------- |
| Апсолутни максимум, °C (°F)                                                | 35,5 (95,9)                                          | 37,0 (98,6)                                          | 36,0 (96,8)                                          | 36,0 (96,8)                                          | 33,5 (92,3)                                          | 34,0 (93,2)                                          | 33,5 (92,3)                                          | 37,0 (98,6)                                          | 36,8 (98,2)                                          | 36,2 (97,2)                                          | 34,0 (93,2)                                          | 36,0 (96,8)                                          | 37,0 (98,6)                                          |
| Максимум, °C (°F)                                                          | 26,8 (80,2)                                          | 27,1 (80,8)                                          | 26,9 (80,4)                                          | 26,2 (79,2)                                          | 25,9 (78,6)                                          | 26,0 (78,8)                                          | 26,5 (79,7)                                          | 26,9 (80,4)                                          | 26,4 (79,5)                                          | 25,8 (78,4)                                          | 25,6 (78,1)                                          | 26,0 (78,8)                                          | 26,3 (79,3)                                          |
| Просек, °C (°F)                                                            | 21,8 (71,2)                                          | 22,0 (71,6)                                          | 21,9 (71,4)                                          | 21,5 (70,7)                                          | 21,4 (70,5)                                          | 21,5 (70,7)                                          | 21,7 (71,1)                                          | 22,0 (71,6)                                          | 21,5 (70,7)                                          | 20,9 (69,6)                                          | 20,9 (69,6)                                          | 21,4 (70,5)                                          | 21,5 (70,7)                                          |
| Минимум, °C (°F)                                                           | 17,4 (63,3)                                          | 17,5 (63,5)                                          | 17,6 (63,7)                                          | 17,6 (63,7)                                          | 17,6 (63,7)                                          | 17,4 (63,3)                                          | 17,2 (63)                                            | 17,2 (63)                                            | 17,1 (62,8)                                          | 17,0 (62,6)                                          | 17,2 (63)                                            | 17,4 (63,3)                                          | 17,4 (63,3)                                          |
| Апсолутни минимум, °C (°F)                                                 | 11,0 (51,8)                                          | 10,0 (50)                                            | 11,0 (51,8)                                          | 11,0 (51,8)                                          | 10,0 (50)                                            | 10,0 (50)                                            | 11,0 (51,8)                                          | 10,0 (50)                                            | 10,0 (50)                                            | 10,0 (50)                                            | 10,0 (50)                                            | 10,0 (50)                                            | 10,0 (50)                                            |
| Количина кише, mm (in)                                                     | 132,7 (5,224)                                        | 132,6 (5,22)                                         | 220,2 (8,669)                                        | 249,3 (9,815)                                        | 257,4 (10,134)                                       | 196,1 (7,72)                                         | 133,5 (5,256)                                        | 129,0 (5,079)                                        | 195,9 (7,713)                                        | 290,5 (11,437)                                       | 287,9 (11,335)                                       | 199,4 (7,85)                                         | 2.424,5 (95,452)                                     |
| Дани са кишом (≥ 1 mm)                                                     | 16                                                   | 15                                                   | 20                                                   | 23                                                   | 24                                                   | 21                                                   | 20                                                   | 18                                                   | 21                                                   | 24                                                   | 23                                                   | 20                                                   | 245                                                  |
| Релативна влажност, %                                                      | 75                                                   | 74                                                   | 76                                                   | 79                                                   | 79                                                   | 78                                                   | 75                                                   | 74                                                   | 76                                                   | 79                                                   | 79                                                   | 77                                                   | 77                                                   |
| Сунчани сати — месечни просек                                              | 186,0                                                | 161,0                                                | 155,0                                                | 132,0                                                | 139,5                                                | 147,0                                                | 182,9                                                | 182,9                                                | 150,0                                                | 142,6                                                | 150,0                                                | 167,4                                                | 1.896,3                                              |
| Сунчани сати — дневни просек                                               | 6,0                                                  | 5,7                                                  | 5,0                                                  | 4,4                                                  | 4,5                                                  | 4,9                                                  | 5,9                                                  | 5,9                                                  | 5,0                                                  | 4,6                                                  | 5,0                                                  | 5,4                                                  | 5,2                                                  |
| Извор: Институт за Хидрологију, метеорологију и природне студије Колумбија |                                                      |                                                      |                                                      |                                                      |                                                      |                                                      |                                                      |                                                      |                                                      |                                                      |                                                      |                                                      |                                                      |